# Náměstí Václava Havla (Litomyšl)
Náměstí Václava Havla je veřejné prostranství v Litomyšli na zámeckém návrší. Nachází se mezi Francouzskou zahradou zámeckého areálu, budovou zámeckého pivovaru, a areálem někdejšího piaristického kláštera. Prochází jím Jiráskova ulice. Zastupitelstvo města schválilo vznik náměstí na svém zasedání dne 12. září 2019 k výročí třiceti let od Sametové revoluce. O několik dní později v září roku 2019 vznikla Petice proti přejmenování Jiráskovy ulice na náměstí Václava Havla.
Prostor mezi litomyšlským zámkem, Fakultou restaurování Univerzity Pardubice a regionálním muzeem upravil architekt Josef Pleskot.
Ke slavnostnímu odhalení došlo 17. listopadu 2019 v rámci oslav 30 let od sametové revoluce.